# Neocompsa ruatana
Neocompsa ruatana är en skalbaggsart som först beskrevs av Bates 1892.  Neocompsa ruatana ingår i släktet Neocompsa och familjen långhorningar.
Artens utbredningsområde är Honduras. Inga underarter finns listade i Catalogue of Life.